# Епархия Лулуна
Епархия Лулуна (Dioecesis Iompimensis, 中文: 永平, 盧龍) — епархия Римско-Католической Церкви, уезд Лулун, городской округ Циньхуандао, провинция Хэбэй, Китай. Епархия Лулуна входит в пекинскую архиепархию.

## История
23 декабря 1899 года Святым Престолом был учрежден Апостольский викариат Восточного Чжили, выделившийся из Апостольского викариата Северного Чжили. 3 декабря 1924 года Апостольский викариат Восточного Чжили был переименован в Апостольский викариат Лулуна. 11 апреля 1946 года Апостольский викариат Лулуна был преобразован в епархию Лулуна.

## Ординарии епархии
- епископ Ernest François Geurts CM (14.12.1899 г. — 3.12.1924 г.) — Апостольский викакрий Восточного Чжили;
- епископ Ernest François Geurts CM (3.12.1924 г. — 21.07.1940 г.) — Апостольский викарий Апостольского викариата Лулуна;
- епископ Eugenio Lebouille CM (21.07.1940 г. — 11.04.1946 г.) — Апостольский викарий Апостольского викариата Лулуна;
- епископ Eugenio Lebouille CM (11.04.1946 г. — 6.03.1948 г.) — ординарий епархии Лулуна;
- священник John Herrijgers CM (4.06.1948 г. — ?) — апостольский администратор епархии Лулуна.
- с 1948 г. по настоящее время кафедра вакантна.

## Источник
- Annuario Pontificio, Libreria Editrice Vaticana, Città del Vaticano, 2003, ISBN 88-209-7422-3